# Lobophytum lighti
Lobophytum lighti is een zachte koraalsoort uit de familie Alcyoniidae. De koraalsoort komt uit het geslacht Lobophytum. Lobophytum lighti werd in 1919 voor het eerst wetenschappelijk beschreven door Moser. 